# دنیس، نیوجرسی
دنیس (به انگلیسی: Dennis Township) شهری در ایالت نیوجرسی کشور ایالات متحده آمریکا است که جمعیت آن در سرشماری سال ۲۰۱۰ میلادی، ۶٬۴۶۷ نفر بوده‌است.